# Белоусовка (Омская область)
Белоусовка — деревня в Павлоградском районе Омской области. Входит в состав Юрьевского сельского поселения.

## История
Основана в 1900 году. В 1928 году село Белоусовка состояло из 153 хозяйств, основное население — украинцы. Центр Белоусовского сельсовета Павлоградского района Омского округа Сибирского края.

## Население
| 1926 | 2010 |
| ---- | ---- |
| 851  | ↘291 |